# Bell Buckle
Bell Buckle ist eine Kleinstadt (mit dem Status „Town“) im Bedford County im US-amerikanischen Bundesstaat Tennessee. Das U.S. Census Bureau hat bei der Volkszählung 2020 eine Einwohnerzahl von 410 ermittelt.

## Geografie
Bell Buckle liegt mittleren Süden Tennessees am Wartrace Creek, der über den Duck River, den Tennessee River und den Ohio zum Stromgebiet des Mississippi gehört.
Die geografischen Koordinaten von Bell Buckle sind 35°35′30″ nördlicher Breite und 86°21′15″ westlicher Länge. Das Stadtgebiet erstreckt sich über eine Fläche von 1,5 km².
Nachbarorte von Bell Buckle sind Christiana (16 km nördlich), Beechgrove (13 km ostnordöstlich), Wartrace (8,7 km südsüdöstlich) und Shelbyville (17,5 km südwestlich).
Die nächstgelegenen Großstädte sind Tennessees Hauptstadt Nashville (83,7 km nordwestlich), Louisville in Kentucky (346 km nördlich), Knoxville (274 km ostnordöstlich), Chattanooga (149 km südöstlich), Atlanta in Georgia (334 km in der gleichen Richtung), Birmingham in Alabama (274 km südlich) und Tennessees größte Stadt Memphis (397 km westlich).

## Verkehr
Die Tennessee State Routes 82 und 269 kreuzen im Zentrum von Bell Buckle. Alle weiteren Straßen sind untergeordnete Landstraßen, teils unbefestigte Fahrwege sowie innerstädtische Verbindungsstraßen.
Durch Bell Buckle verläuft von Nord nach Süd eine Eisenbahnstrecke für den Frachtverkehr der  CSX Transportation.
Mit dem Bomar Field-Shelbyville Municipal Airport befindet sich 11,3 km westsüdwestlich ein kleiner Flugplatz. Der nächste Großflughafen ist der 78,3 km nordwestlich gelegene Nashville International Airport.

## Bevölkerung
Nach der Volkszählung im Jahr 2010 lebten in Bell Buckle 500 Menschen in 143 Haushalten. Die Bevölkerungsdichte betrug 333,3 Einwohner pro Quadratkilometer. In den 143 Haushalten lebten statistisch je 2,73 Personen.
Ethnisch betrachtet setzte sich die Bevölkerung zusammen aus 87,4 Prozent Weißen, 2,8 Prozent Afroamerikanern, 8,2 Prozent Asiaten sowie 0,4 Prozent aus anderen ethnischen Gruppen; 1,2 Prozent stammten von zwei oder mehr Ethnien ab. Unabhängig von der ethnischen Zugehörigkeit waren 3,2 Prozent der Bevölkerung spanischer oder lateinamerikanischer Abstammung.
37,2 Prozent der Bevölkerung waren unter 18 Jahre alt, 51,4 Prozent waren zwischen 18 und 64 und 11,4 Prozent waren 65 Jahre oder älter. 50,8 Prozent der Bevölkerung waren weiblich.
Das mittlere jährliche Einkommen eines Haushalts lag bei 45.469 USD. Das Pro-Kopf-Einkommen betrug 26.185 USD. 17,2 Prozent der Einwohner lebten unterhalb der Armutsgrenze.

## Bildung
In Bell Buckle befindet sich mit der Webb School eine private Internatsschule zum Erwerb der Hochschulreife.

## Bekannte Bewohner
- Harold Earthman (1900–1987) – demokratischer Abgeordneter des US-Repräsentantenhauses (1945–1947) – besuchte die Webb School in Bell Buckle
- Wayne Rogers (1933–2015) – Schauspieler – besuchte die Webb School in Bell Buckle
- Elton Watkins (1881–1956) – demokratischer Abgeordneter des US-Repräsentantenhauses (1923–1925) – besuchte die Webb School in Bell Buckle
- William R. Webb (1842–1926) – Pädagoge und kurzzeitig US-Senator – gründete die Webb School und leitete sie bis zu seinem Tode